# Lakhdar Rekhroukh
Lakhdar Rekhroukh (en arabe : لخضر رخروخ), est un ingénieur et homme politique algérien né le 13 novembre 1958. Il est l'actuel Ministre des Travaux publics et des Infrastructures de Base.

## Biographie

### Formation
Lakhdar Rekhroukh est Ingénieur d’État en Génie Civil de l'École Nationale Polytechnique d'Alger, obtenu en 1984.

### Parcours professionnel
Après avoir obtenu son diplôme, Lakhdar Rekhroukh  travaille de 1985 à 1989 en tant qu'ingénieur au sein du groupe Cosider. Il est ensuite responsable technique du projet de métro d'Alger de 1989 à 1992.
En 1993, il devient directeur central chargé des infrastructures au sein du même groupe, puis directeur des travaux publics en 1994. De 1995 à 1999, il préside la filiale de construction de Cosider.
En 2002, Lakhdar Rekhroukh est nommé PDG du groupe, un poste qu'il occupe jusqu'en 2022. Pendant son mandat de vingt ans à la tête de l'entreprise, il contribue à la réalisation de nombreux projets d'infrastructure en Algérie.

### Parcours politique
En septembre 2022, Lakhdar Rekhroukh est nommé ministre des Travaux publics, de l'Hydraulique et des Infrastructures de Base en Algérie. Il occupe ce poste jusqu'en mars 2023, date à laquelle il est remplacé à la tête de la division de l'Hydraulique par Taha Derbal.

### Distinction
En décembre 2021, Lakhdar Rekhroukh reçoit la médaille de l'Ordre du Mérite national, au rang de " Achir".